# 日本伝流兵法本部拳法

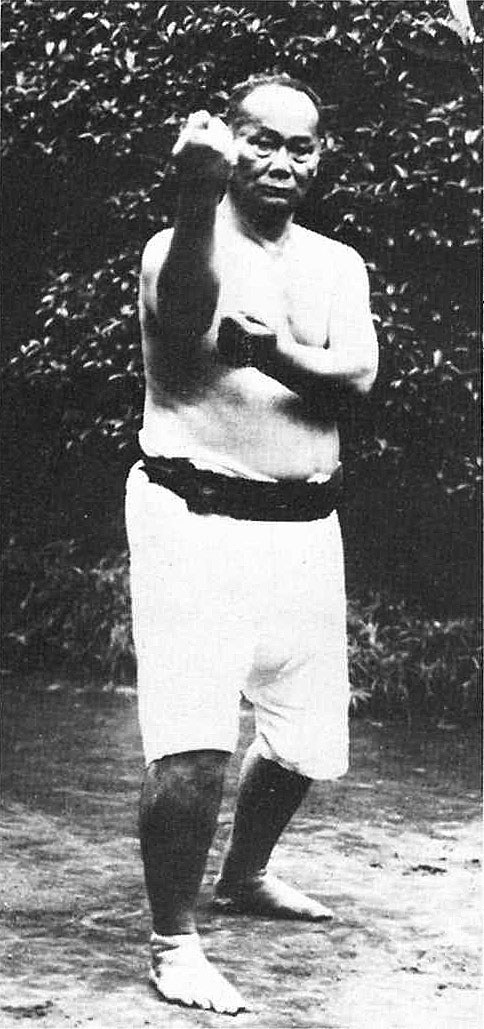
本部朝基の夫婦手の構え

日本伝流兵法 本部拳法 （にほんでんりゅうへいほう もとぶけんぽう 日本傳流兵法 本部拳法）は、本部朝基を開祖とする日本最古の空手の流派。本部流唐手術、本部流ともいう。

## 歴史
流派の命名は、本部朝基が大阪に道場を開いていた大正時代とされる。元来、空手には流派がなく、今日の空手流派はすべて空手が本土に伝来した大正・昭和以降の命名であるが、その中でも日本伝流兵法本部拳法（以下、本部流）は最も古い歴史をもつ。
大正11年（1922年）11月、京都で行われたボクシング対柔道の興行試合に、本部朝基が飛び入りで参戦し、相手の外国人ボクサーを一撃で倒すと、それまで本土でほとんど無名であった沖縄の武術・空手（当時は唐手）に対する世間の関心が、にわかに高まった。翌大正12年（1923年）春から、本部は空手指導の依頼を受けるようになる。本部は請われるまま、兵庫県の御影師範学校（現・神戸大学）や御影警察署において、空手師範をつとめた。
また、この頃から大阪において、空手道場を開いて指導に当たるようになった。この時の弟子には、山田辰雄（日本拳法空手道・大正13年入門）や上島三之助（空真流）らがいた。
昭和2年（1927年）、本部は東京に移って、東洋大学唐手部の初代師範や鉄道省の唐手師範をつとめた。また、昭和5年（1930年）頃、東京小石川原町（現・文京区白山）に空手道場「大道館」を設立した。東京時代の弟子には、大塚博紀（和道流）、小西康裕（神道自然流）、長嶺将真（松林流）、高野玄十郎（日本伝流）などがいる。昭和17年（1942年）、本部は道場を閉鎖していったん大阪に戻り、その後は故郷・沖縄へ帰った。

## 特徴

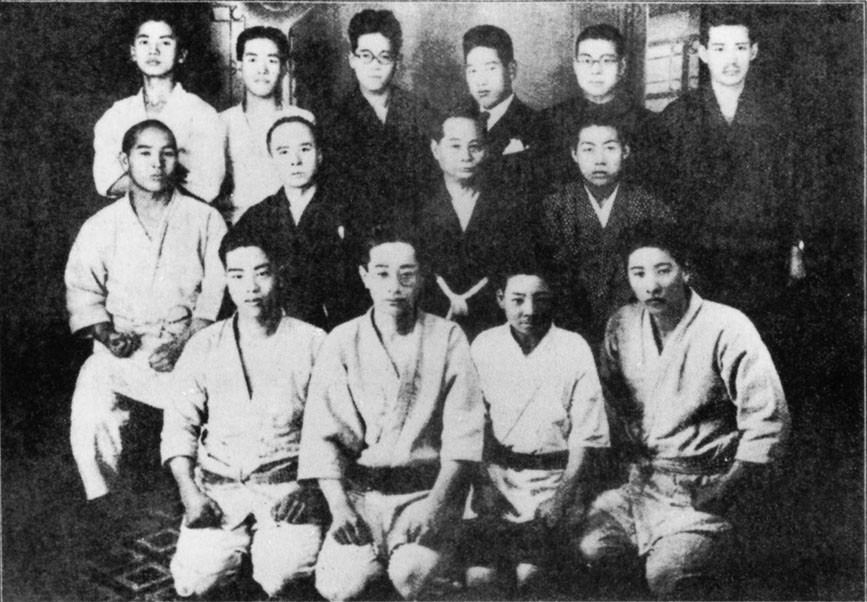
本部朝基とその門下生（大阪）。中段中央・本部朝基、山田辰雄（助教師・右隣）、上島三之助（中段左端）。大正15年。

本部朝基は、首里手の松村宗棍、佐久間親雲上、糸洲安恒、泊手の松茂良興作等に師事した。それゆえ、本部流は首里手と泊手の流れを汲み、さらに本部朝基の「掛け試し」の実戦経験から攻防一体をその理想とするのが特徴である。以下に、本部流の基本的特徴を列挙する。
- 型……本部流では、ナイファンチの型を最も重視する。これが本部流の基本であり、ここから本部朝基の組手も展開される。外部から「本部朝基はナイファンチしか知らない」と揶揄されるほど、この型を本部は得意としていた（実際には、他の型も習得・指導していた）。
- 立ち方……ナイファンチ立ちの足幅のまま、これを相手に向かって左右いずれかに捻った立ち方が基本である。本部流では、組手において前屈立ちや後屈立ち・猫足立ちは原則として用いないとされる。これらの立ち方は、自由な運足を妨げる、不自然なものとして退けられる。
- 構え方……一般的な「伝統派空手」のような強い引き手を取らず、一方の手は他方の手の比較的近い位置に置く（たとえば前手の腕の肘あたりに後ろ手の拳を添える。この場合、他流派の「諸手受け」の動作に似る）夫婦手（メオトーデ）が基本の構えである。夫婦手は古流の構えであり、現代の空手においては本部流を除いて（本部流の影響を強く受けた和道流の組手稽古など一部の例外はあるものの）ほとんど見られない。左右（前後）の手は連動して、どちらも自在に攻め手にも防ぎ手にも切り替わる。
- 入身……彼我の距離がほとんどなくなるほどの極端な入身を多用する。至近距離からでは正拳突きは効きにくくなるので、鶏口拳・裏拳も重視する。
- 攻防一体……なるべく攻撃・防御の二種類の行動を一動作で済ませるようにする。一方の手で受けて他方の手で攻めるといった動作は、真の武の動きではないとして退けられる。
- 組手……朝基十二本組手。現存する最古の約束組手であり、上記の特徴がすべて網羅されている。大正15年に本部が出版した『沖縄拳法唐手術・組手編』に、写真解説付きで掲載されているものである。